# Noord (Aruba)
Noord – miejscowość (plaats) w regionie Noord/Tanki Leendert w północnej części kraju autonomicznego Aruba, należącego do Holandii, w Ameryce Południowej. 1 stycznia 2020 r. liczyła 24 193 mieszkańców. Ośrodek przemysłowy. Mieszka tutaj dużo migrantów z Holandii.

## Demografia
Strefa liczy 24 193 mieszkańców (1 stycznia 2020).
| Kobiety | Mężczyźni |
| ------- | --------- |
| 11 620  | 12 573    |